# Celle-Lévescault
Celle-l'Évescault redirige ici.
Celle-Lévescault, également nommée localement Celle-l'Évescault est une commune du Centre-Ouest de la France, située dans le département de la Vienne en région Nouvelle-Aquitaine.

## Géographie

### Localisation
La commune se trouve à quelques kilomètres de Lusignan, dans le département de la Vienne. Le bourg est situé aussi à 8 km, à l'ouest, de Vivonne par les routes départementales D 742 et D 141.

### Communes limitrophes
| Cloué         |                   | Marigny-Chemereau |
| Lusignan      | Celle-Lévescault  | Vivonne           |
| Saint-Sauvant | Valence-en-Poitou |                   |

### Géologie et relief
La région de Celle-L'évescault présente un paysage de plaines vallonnées plus ou moins boisées, de bocages et de vallées.
Le terroir se compose :
- d'argile à silex peu profonde pour 43 % sur les plateaux du seuil du Poitou,
- de calcaires pour 4 % dans les vallées et les terrasses alluviales,
- de Terres Rouges (ce sont des sols couleur acajou, siliceux, dérivés d’argiles ferrugineuses à silex provenant d’épandages superficiels du Massif Central) pour 38 % sur les plateaux,
- de groies profondes pour 14 % sur les plaines; les groies sont des terres du sud-ouest de la France, argilo-calcaires, peu profondes  - en général de moins de 50 cm d’épaisseur – et  plus ou moins riches en cailloux. Elles sont fertiles et saines et donc, propices à la polyculture céréalière mais elles s’assèchent vite.

### Hydrographie
La commune est traversée par 12 km de cours d'eau dont le principal est la Vonne sur une longueur de 7 km. Comme pour l'ensemble de la région Poitou-Charentes, la commune a vu la qualité de son eau se dégrader ces dernières années. Au déficit récurrent s'ajoute une pollution engendrée par les diverses activités humaines, notamment agricoles. Ainsi, la commune se situe en zone de répartition des eaux, où l'on observe une insuffisance chronique des ressources en eau par rapport aux besoins. Par ailleurs, elle est concernée par le classement en zones sensibles, où une élimination plus poussée des paramètres azote et/ou phosphore présents dans les eaux usées est nécessaire pour lutter contre les phénomènes d’eutrophisation[réf. nécessaire].
131 mares ont été répertoriées sur l’ensemble du territoire communal (30 000 recensées dans la région de Poitou-Charentes). Les mares de Poitou-Charentes ont été créées par l'homme, notamment pour répondre aux besoins en eau des habitants (mares communautaires), du cheptel ou à la suite d'activités extractives (argile, marne, pierres meulières). Très riches au niveau botanique, elles jouent un rôle majeur pour les batraciens (tritons, grenouilles), les reptiles (couleuvres) et les libellules. Elles sont un élément symbolique du patrimoine rural et du maintien de la biodiversité en zone de plaine et de bocage.

### Climat
Pour des articles plus généraux, voir Climat de la Nouvelle-Aquitaine et Climat de la Vienne.
Historiquement, la commune est exposée à un climat océanique du nord-ouest.  
En 2020, Météo-France publie une typologie des climats de la France métropolitaine dans laquelle la commune est exposée à un climat océanique altéré et est dans la région climatique  Poitou-Charentes, caractérisée par un bon ensoleillement, particulièrement en été et des vents modérés.
Pour la période 1971-2000, la température annuelle moyenne est de 11,9 °C, avec une amplitude thermique annuelle de 15,1 °C. Le cumul annuel moyen de précipitations est de 790 mm, avec 11,4 jours de précipitations en janvier et 6,6 jours en juillet. Pour la période 1991-2020, la température moyenne annuelle observée sur la station météorologique la plus proche, située sur la commune de Lusignan à 5,11 km à vol d'oiseau, est de 12,1 °C et le cumul annuel moyen de précipitations est de 814,4 mm,. Pour l'avenir, les paramètres climatiques de la commune estimés pour 2050 selon différents scénarios d’émission de gaz à effet de serre sont consultables sur un site dédié publié par Météo-France en novembre 2022.

## Urbanisme

### Typologie
Au 1er janvier 2024, Celle-Lévescault est catégorisée commune rurale à habitat dispersé, selon la nouvelle grille communale de densité à sept niveaux définie par l'Insee en 2022.
Elle est située hors unité urbaine. Par ailleurs la commune fait partie de l'aire d'attraction de Poitiers, dont elle est une commune de la couronne,. Cette aire, qui regroupe 97 communes, est catégorisée dans les aires de 200 000 à moins de 700 000 habitants,.

### Occupation des sols
L'occupation des sols de la commune, telle qu'elle ressort de la base de données européenne d’occupation biophysique des sols Corine Land Cover (CLC), est marquée par l'importance des territoires agricoles (78,7 % en 2018), une proportion sensiblement équivalente à celle de 1990 (79 %). La répartition détaillée en 2018 est la suivante : 
terres arables (61,9 %), forêts (19,5 %), zones agricoles hétérogènes (9,4 %), prairies (7,4 %), milieux à végétation arbustive et/ou herbacée (0,7 %), zones urbanisées (0,6 %), zones industrielles ou commerciales et réseaux de communication (0,4 %). L'évolution de l’occupation des sols de la commune et de ses infrastructures peut être observée sur les différentes représentations cartographiques du territoire : la carte de Cassini (XVIIIe siècle), la carte d'état-major (1820-1866) et les cartes ou photos aériennes de l'IGN pour la période actuelle (1950 à aujourd'hui).

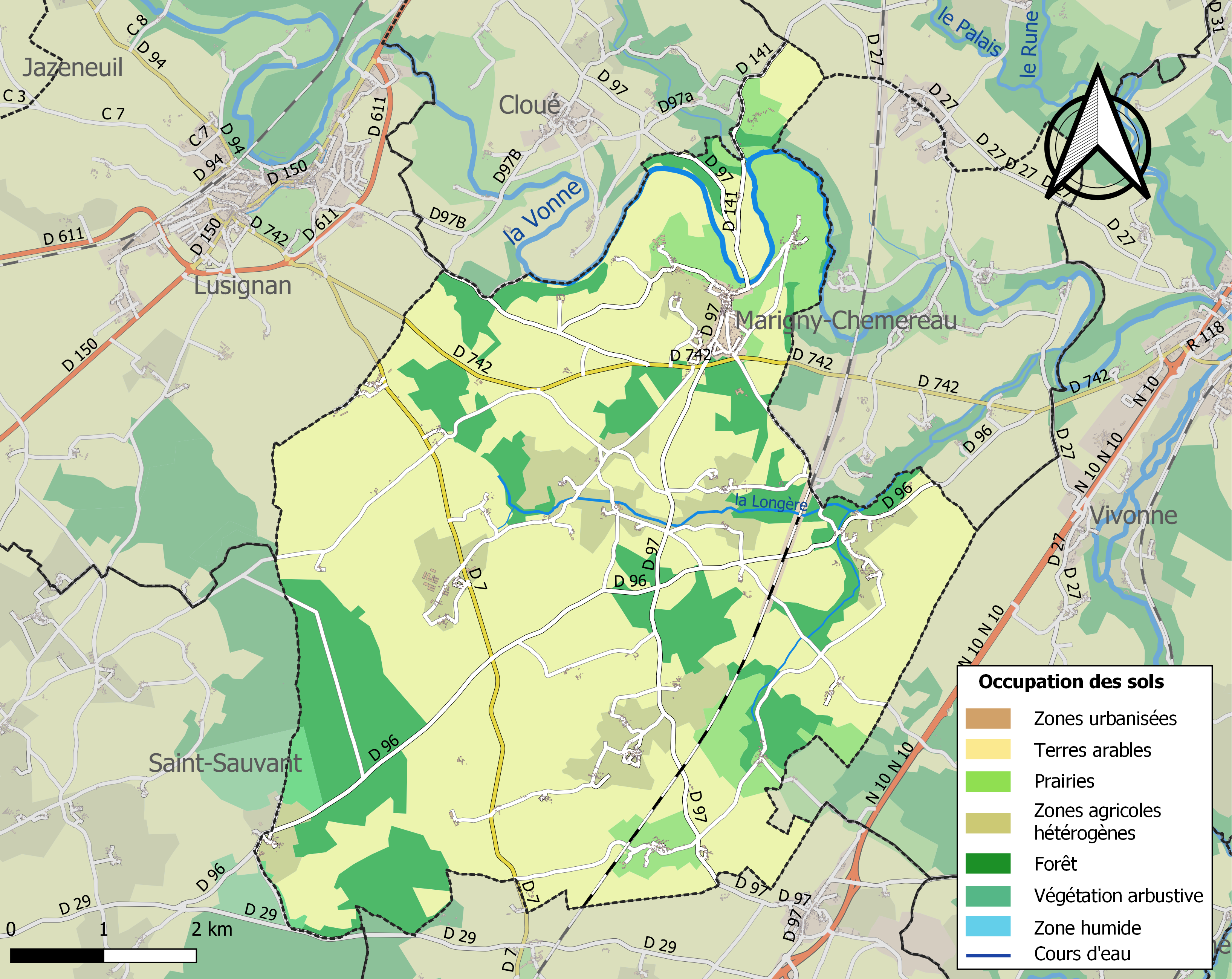
Carte des infrastructures et de l'occupation des sols de la commune en 2018 (CLC).

### Risques majeurs
Le territoire de la commune de Celle-Lévescault est vulnérable à différents aléas naturels : météorologiques (tempête, orage, neige, grand froid, canicule ou sécheresse), inondations, mouvements de terrains et séisme (sismicité modérée). Il est également exposé à un risque technologique,  le transport de matières dangereuses. Un site publié par le BRGM permet d'évaluer simplement et rapidement les risques d'un bien localisé soit par son adresse soit par le numéro de sa parcelle.

#### Risques naturels
Certaines parties du territoire communal sont susceptibles d’être affectées par le risque d’inondation par débordement de cours d'eau, notamment la Vonne. La commune a été reconnue en état de catastrophe naturelle au titre des dommages causés par les inondations et coulées de boue survenues en 1982, 1993, 1995, 1997, 1999, 2009 et 2010,.

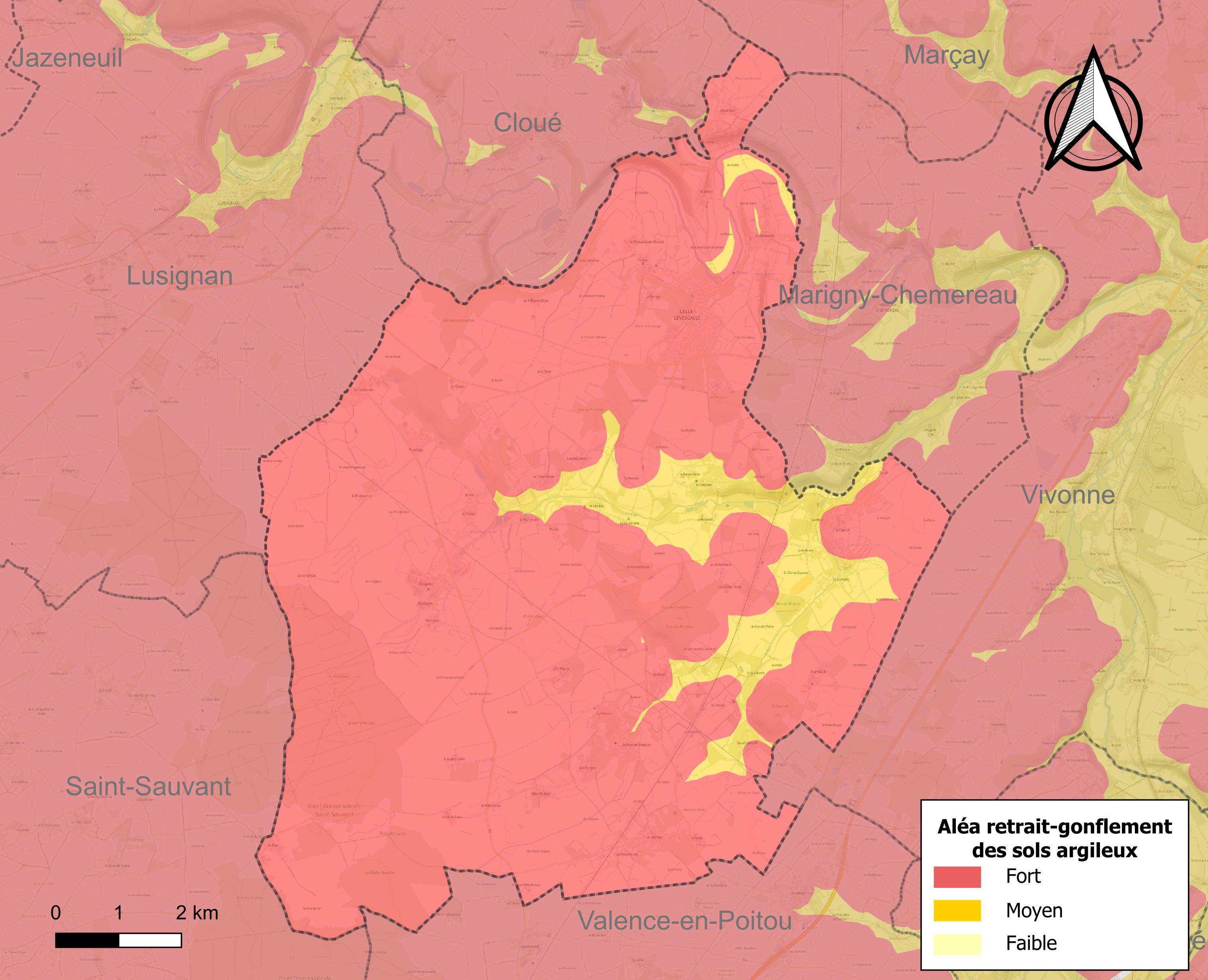
Carte des zones d'aléa retrait-gonflement des sols argileux de Celle-Lévescault.

Les mouvements de terrains susceptibles de se produire sur la commune sont des affaissements et effondrements liés aux cavités souterraines (hors mines) et des tassements différentiels. Afin de mieux appréhender le risque d’affaissement de terrain, un inventaire national permet de localiser les éventuelles cavités souterraines sur la commune. Le retrait-gonflement des sols argileux est susceptible d'engendrer des dommages importants aux bâtiments en cas d’alternance de périodes de sécheresse et de pluie. La totalité de la commune est en aléa moyen ou fort (79,5 % au niveau départemental et 48,5 % au niveau national). Depuis le 1er octobre 2020, en application de la loi ÉLAN, différentes contraintes s'imposent aux vendeurs, maîtres d'ouvrages ou constructeurs de biens situés dans une zone classée en aléa moyen ou fort,.
La commune a été reconnue en état de catastrophe naturelle au titre des dommages causés par la sécheresse en 1989, 2005, 2011, 2016 et 2017 et par des mouvements de terrain en 1999 et 2010.

## Toponymie
Le nom de la commune est formé sur Cella, l'église, et episcopia, appartenant à l'évêque.

## Histoire
Appelé sous les Romains Sellense Castrum, ils y auraient fondé un temple en l'honneur de Vénus, sur un ancien site sacré gaulois pendant la Gaule romaine. Ce site a été révélé lors de fouilles au château de la Grange.

## Politique et administration

### Liste des maires
| Période | Période   | Identité              | Étiquette | Qualité |
| ------- | --------- | --------------------- | --------- | ------- |
| 1959    | mars 2008 | Marcel Hubert-Venault | DVD       |         |
| 2008    | mai 2020  | Patrick Bouffard      |           |         |
| 2020    | En cours  | Frédéric Léonet       |           |         |

### Instances judiciaires et administratives
La commune relève du tribunal d'instance de Poitiers, du tribunal de grande instance de Poitiers, de la cour d'appel  Poitiers, du tribunal pour enfants de Poitiers, du conseil de prud'hommes de Poitiers, du tribunal de commerce de Poitiers, du tribunal administratif de Poitiers et de la cour administrative d'appel  de  Bordeaux, du tribunal des pensions de Poitiers, du tribunal des affaires de la Sécurité sociale de la Vienne, de la cour d’assises de la Vienne.

### Services publics
Les réformes successives de La Poste ont conduit à la fermeture de nombreux bureaux de poste ou à leur transformation en simple relais. Toutefois, la commune a pu maintenir le sien.

### Politique environnementale
Dans son palmarès 2024, le Conseil national de villes et villages fleuris de France a attribué une fleur à la commune.

## Démographie
Ses habitants sont appelés les Célestins.
L'évolution du nombre d'habitants est connue à travers les recensements de la population effectués dans la commune depuis 1793. Pour les communes de moins de 10 000 habitants, une enquête de recensement portant sur toute la population est réalisée tous les cinq ans, les populations de référence des années intermédiaires étant quant à elles estimées par interpolation ou extrapolation. Pour la commune, le premier recensement exhaustif entrant dans le cadre du nouveau dispositif a été réalisé en 2007.

En 2022, la commune comptait 1 373 habitants, en évolution de +1,48 % par rapport à 2016 (Vienne : +0,6 %, France hors Mayotte : +2,11 %).
| 1793  | 1800  | 1806  | 1821  | 1831  | 1836  | 1841  | 1846  | 1851  |
| ----- | ----- | ----- | ----- | ----- | ----- | ----- | ----- | ----- |
| 1 355 | 1 405 | 1 356 | 1 410 | 1 547 | 1 490 | 1 458 | 1 533 | 1 558 |

| 1856  | 1861  | 1866  | 1872  | 1876  | 1881  | 1886  | 1891  | 1896  |
| ----- | ----- | ----- | ----- | ----- | ----- | ----- | ----- | ----- |
| 1 619 | 1 583 | 1 522 | 1 532 | 1 550 | 1 579 | 1 594 | 1 628 | 1 590 |

| 1901  | 1906  | 1911  | 1921  | 1926  | 1931  | 1936  | 1946  | 1954  |
| ----- | ----- | ----- | ----- | ----- | ----- | ----- | ----- | ----- |
| 1 601 | 1 568 | 1 538 | 1 372 | 1 270 | 1 211 | 1 215 | 1 105 | 1 120 |

| 1962  | 1968 | 1975 | 1982  | 1990  | 1999  | 2006  | 2007  | 2012  |
| ----- | ---- | ---- | ----- | ----- | ----- | ----- | ----- | ----- |
| 1 082 | 992  | 879  | 1 035 | 1 078 | 1 060 | 1 256 | 1 284 | 1 337 |

| 2017  | 2022  | - | - | - | - | - | - | - |
| ----- | ----- | - | - | - | - | - | - | - |
| 1 356 | 1 373 | - | - | - | - | - | - | - |

## Économie
Selon la direction régionale de l'Alimentation, de l'Agriculture et de la Forêt de Poitou-Charentes, il y a 41 exploitations agricoles en 2010 contre 42 en 2000.
Les surfaces agricoles utilisées ont diminué et sont passées de 2 939 hectares en 2000 à 2 870 hectares en 2010. 45 % sont destinées à la culture des céréales (majoritairement du blé tendre mais aussi orges et maïs), 26 % pour les oléagineux (colza et tournesol), 14 % pour le fourrage et 9 % reste en herbes. En 2010, 2 hectares (1 en 2000) sont consacrés à la vigne. Le vignoble, en 2010, est exploité par 9 fermes (4 en 2000).
15 exploitations en 2010 (contre 20 en 2000) abritent un élevage de bovins (2 139 têtes en 2010 contre 2 094 têtes en 2000). C’est un des troupeaux de bovins les plus importants de la Vienne qui rassemblent 48 000 têtes en 2011.
11 exploitations en 2010 (contre 13 en 2000) abritent un élevage d'ovins (935 têtes en 2010 contre 407 têtes en 2000). L'élevage de volailles a connu une petite baisse: 266 têtes en 2000 répartis sur 18 fermes contre 148 têtes en 2010 répartis sur 12 fermes.
L'élevage de chèvres est le plus important et est largement dominant: 6 389 têtes en 2010 répartis sur 5 exploitations (4 763 têtes en 2000 sur 7 fermes). La vocation laitière du troupeau est très forte. Moins de 2 % des élevages caprins sont non laitiers en 2000. La quasi-totalité de la production laitière, en constante augmentation (de 2000 à 2011 : + 44 %) est livrée à l’industrie agro-alimentaire soit 96 % des 485 000 hectolitres  récoltés dans l’ensemble du département de la Vienne en 2004. La production de fromage à la ferme reste très marginale et ne représente que 1 % de la production de lait et 6 % des fermes. 75 % des élevages sont basés sur un système de production de type hors sol, la surface agricole étant destinée essentiellement dans ce cas, à la production de fourrage. 75 % de ces exploitations  n’élèvent que des chèvres. Le dynamisme de cet élevage, l’accent porté sur la qualité des produits a permis d’obtenir  les AOC « chabichou du Poitou » et « Sainte Maure de Touraine » pour les fromages produits.

## Culture locale et patrimoine

### Lieux et monuments

#### Patrimoine naturel

##### L'arbre de la liberté
- Un arbre de la liberté planté en 1989 est arraché en 2009, et le bocal contenant le nom des enfants qui l’ont planté est retrouvé dans ses racines[26].

#### Arbre remarquable
Selon l'Inventaire des arbres remarquables de Poitou-Charentes, il y a un arbre remarquable sur la commune qui est chêne rouvre.

##### La forêt de Saint-Sauvant
À quelques kilomètres au sud de Lusignan, la forêt de Saint-Sauvant est une vaste chênaie de 800 ha qui couvre 9 % du territoire communal. Elle fait partie d’un espace de 2 000 ha classé comme zone naturelle d’intérêt écologique, faunistique et floristique (ZNIEFF). Elle occupe un vaste plateau dont l’altitude moyenne est de 140 mètres. Ce plateau appartient à une entité géologique originale qui s’étend sur une vaste zone à cheval sur le sud-est du département des Deux-Sèvres, le nord du département de la Charente et le sud-ouest du département de la Vienne. Ce sont  les «Terres Rouges à châtaigniers ». Sur ce type de sol et dans le contexte climatique local caractérisé par une pluviométrie assez forte (jusqu’à 900 mm/an) pour la région, la forêt est surtout caractérisée par la présence d'une chênaie où le chêne sessile est dominant. Il est généralement accompagné du chêne pédonculé et du hêtre. Le châtaignier autrefois  introduit par l’homme est de nos jours  totalement naturalisé. Avec quelques plantations de conifères, ils apportent un peu de diversité à la forêt de Saint-Sauvant.
La forêt abrite une riche avifaune dominée  par les rapaces comme c’est souvent dans les forêts de surface importante. Il est ainsi possible d’observer :
- L’Autour des palombes.
- Le Bouvreuil pivoine.
- Le Busard Saint-Martin qui est un élégant rapace gris pâle des landes et des forêts ouvertes.
- L’Engoulevent d’Europe.
- Le Faucon hobereau.
- Le Gros-bec casse-noyaux : c’est un passereau dont le bec énorme peut broyer les faînes de charmes ou de hêtres qui constituent l’essentiel de son régime alimentaire.
- Le Pic mar : c’est une espèce aux exigences écologiques strictes puisqu’elle n’occupe que les vieilles chênaies de plus 100 ans, riches en arbres sénescents ou morts. Elle est en fort déclin en France et dans toute l’Europe de l’Ouest, où elle souffre de l’extension des enrésinements au détriment des feuillus et, surtout, de la disparition des vieilles futaies.
- Le Pouillot siffleur.

La flore présente un intérêt moindre que l’avifaune. Toutefois, il est possible de découvrir certaines espèces rares telles que :
- Le Blechnum piquant.
- Le hêtre d’Europe : C’est une essence plutôt montagnarde rare dans les plaines de Poitou-Charentes.
- La Scille printanière : c’est une petite liliacée des régions atlantiques, proche ici de sa limite orientale de distribution dans la région.

La forêt est gérée par l'Office National des Forêts.
La forêt est exploitée pour la production de bois d'œuvre.
Plusieurs sentiers pédestres balisés ont été aménagés: un parcours du souvenir (guerre de 39-45), et des circuits équestre et VTT. La forêt est, aussi, traversée par le GR 364 qui rejoint les bois du Grand Parc de Lusignan à ceux de Rom dans le département des Deux-Sèvres. Un sentier de découverte permet d'agrémenter la balade familiale dans la nouvelle aire d'accueil de la partie sud de la forêt. Dans la partie nord, le sentier des mares permet de découvrir une faune et une flore très caractéristiques des milieux humides.

#### Patrimoine religieux
- L'église Saint-Étienne est un témoignage médiéval de style angevin : en partie romane, avec un chœur à chevet plat du XIIIe siècle, elle serait contemporaine du château épiscopal et du prieuré, aujourd'hui disparus. Cet édifice est formé d'une nef unique et d'un chœur carré ; le clocher-porche a été rajouté au XVe siècle. L'église est classée monument historique depuis 1914[41].
- La source Saint-Macoux a fait l'objet, jusqu'à la fin du XIXe siècle, d'une dévotion populaire en raison de ses vertus curatives. Saint Macou (ou Maclou ou Malo) a laissé son nom à de nombreuses fontaines dans le Poitou ; le saint était invoqué pour la guérison des enfants malades, plus particulièrement les enfants rachitiques et fragiles, appelés les macouins. La pratique consistait à immerger le petit malade quelques secondes dans la fontaine. Le culte de saint Macou était très répandu dans la région Poitou-Charentes.
- La chapelle de Comblé est inscrite comme monument historique depuis 1968. L'édifice servit longtemps de paroisse et de lieu de pèlerinage car c'est à Comblé que la jeune sainte Florence vécut en solitaire à la suite de sa conversion par saint Hilaire de Poitiers. Elle est fêtée le 1er décembre et ses reliques se trouvent dans la chapelle.

#### Patrimoine civil
- Pont médiéval sur la Vonne.
- Château de la Livraie : c'est une grande maison bourgeoise, construite au milieu d'un parc arboré traversé par une rivière.
- La tour du guet est le seul vestige de l'ancien château épiscopal.
- Le château de Lavau, dont la porte est inscrite comme monument historique depuis 1935.
- Le château de La Grange, ayant appartenu à l'illustre famille Babinet entre 1866 et 1872. Plus récemment, lors de travaux d'écoulement d'eau, trois fragments de colonnes provenant d'un temple gallo-romain ont été trouvés à environ 1,5 m de profondeur[42]. Selon l'abbé Jarlit, écrivain du XIXe siècle, un temple de Vénus est resté dans la tradition à cet endroit, construit sur un ancien lieu sacré gaulois[25]
- Le logis de la Tiffanelière est inscrit comme monument historique depuis 2002 pour le logis, les communs, le portail, l'enclos, le cimetière, la remise, le hangar, l'écurie, l'étable et le four à pain.

### Personnalités liées à la commune
- Georges Thenault  est né le 15 décembre 1887 à Celle-Lévescault et mort le 19 décembre 1948 à Paris. C'est un aviateur militaire français de la Première Guerre Mondiale. Il fut le commandant de l'Escadrille La Fayette, célèbre unité aérienne française, entre avril 1916 et janvier 1918. Décoré de la Légion d'Honneur en 1916, de la Croix de Guerre à 4 palmes de bronze, de la Distinguished Service Cross britannique et Officier de l'Ordre de Léopold II de Belgique.
- Maurice Pouvrasseau (1893-1946), député de la Seine né à Celle-Lévescault.

### Héraldique
| Blason de Celle-Lévescault | Blason  | Parti d'un coupé de ??? au pont du lieu de ??? maçonné de ??? sur une champagne ondée de ???, et de ??? à un chevron de ??? accompagné de trois étoiles de six rais de ??? flamboyantes et percées ; et de ??? à un évêque de ???. |
| Blason de Celle-Lévescault | Détails | Une couleur n'est pas précisée dans le blasonnement ci-dessus. Veuillez faire apparaître la couleur inconnue en blanc (table d'attente) et l'argent en gris. Le statut officiel du blason reste à déterminer.                      |